# Pentax *ist D

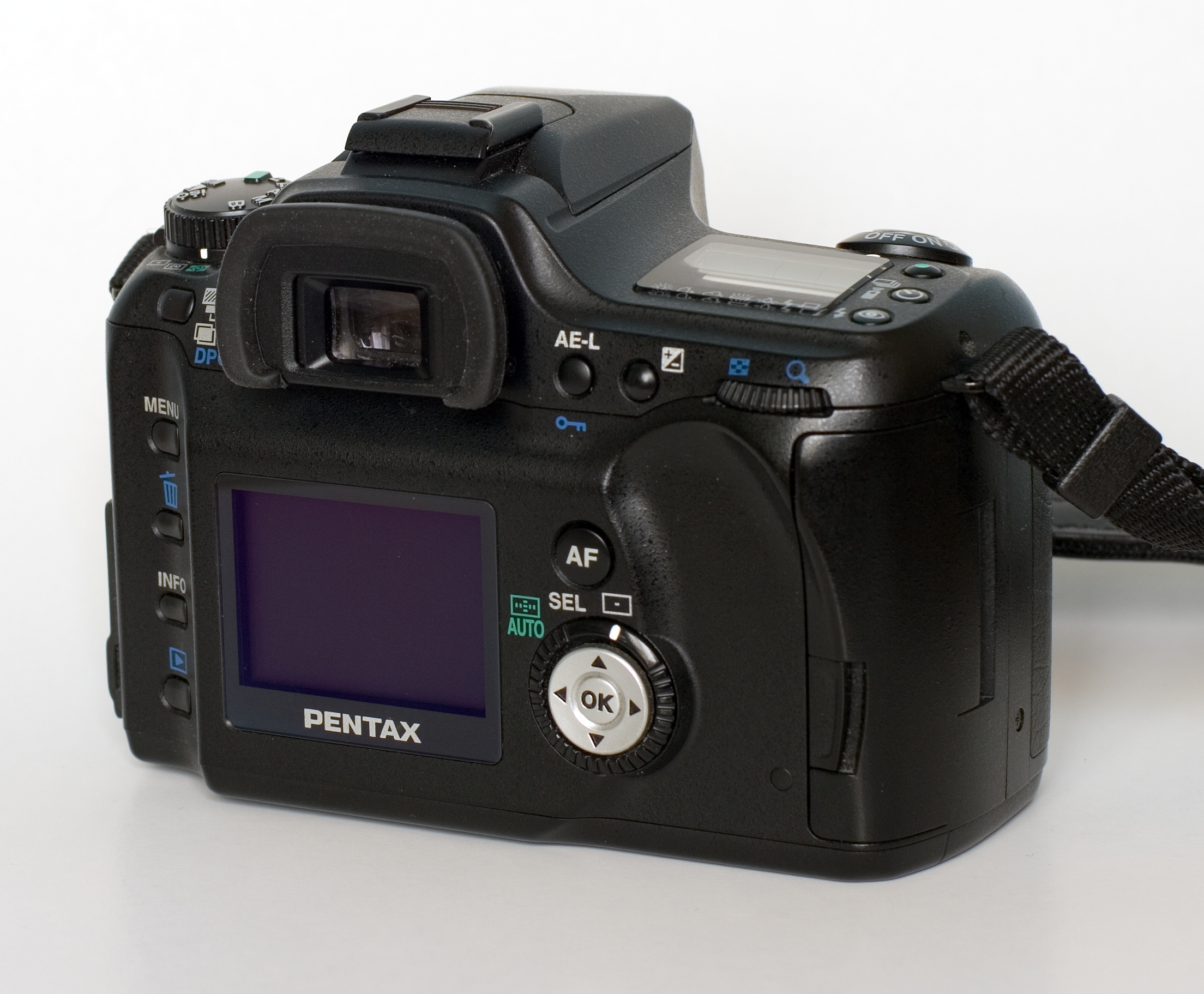
Pentax istD K7NS1898

Die Pentax *ist D ist eine digitale Spiegelreflexkamera mit Autofocus und K-Bajonett. Sie wurde 2003 eingeführt und war damit die erste auf dem Markt erhältliche digitale Spiegelreflexkamera von Pentax mit Wechselobjektiven, nachdem die MZ-D nicht zur Marktreife gelangte. Ihr 23,5 mm × 15,7 mm großer Bildsensor erzeugt ein Bild mit 3.008 × 2.008 Pixeln, entsprechend 6,1 Megapixeln. Die Gehäuseform der *ist D entspricht weitgehend ihrem analogen Schwestermodell Pentax *ist und gilt als vergleichsweise kompakt. Im Gegensatz zu allen Nachfolgern, die SD-Karten benutzen, verwendet die *ist D CF-Karten als Speichermedium. Als Stromquelle kommen 4 handelsübliche AA / R6 NiMH-Akkus zum Einsatz, allerdings können im Notfall auch 4 × AA / R6 Mignonbatterien oder 2 × CR-3V Zellen genutzt werden. Die Kamera unterstützt wie auch die Pentax *ist Ds sowohl ältere TTL-Blitzgeräte mit analoger Steuerung (z. B. den Pentax AF-500 FTZ) als auch digital gesteuerte P-TTL-Blitzgeräte.
Die Pentax *ist D bot bei Markteinführung Anschluss der weit verbreiteten Objektiv- und Zubehörserien für den PK-Bajonettanschluss.